# وزارة المواصلات والاتصالات (البحرين)
وزارة المواصلات والإتصالات في مملكة البحرين هي وزارة حكومية في البحرين. يقع مقرها الرئيسي في الطوابق 9 و32 و33 من البرج الشرقي من مرفأ البحرين المالي في العاصمة المنامة وهي الوزارة المسؤولة عن قطاع المواصلات والإتصالات في المملكة ، وكان مسمى الوزارة سابقاً هو وزارة المواصلات منذ إنشاء الوزارة في 25 أغسطس 1975 حتى إلغاء الوزارة في 11 ديسمبر 2006 وفي 12 فبراير 2012 أعيد إنشاء الوزارة مجدداً حيث ضم إليها الإتصالات حيث أصبح إسم الوزارة وزارة المواصلات والإتصالات، الوزير الحالي للمواصلات والإتصالات هو محمد ثامر الكعبي منذ 13 يونيو 2022.

## وزراء المواصلات والاتصلات

### قائمة وزراء المواصلات والاتصالات منذ 12 فبراير 2012 حتى الآن
|   | الاسخ                                             | بداية الفترة   | نهاية الفترة  |
| - | ------------------------------------------------- | -------------- | ------------- |
| 1 | المهندس كمال أحمد محمد                            | 12 فبراير 2012 | 13 يونيو 2022 |
| 2 | محمد ثامر الكعبي                                  | 13 يونيو 2022  | 6 نوفمبر 2024 |
| 3 | الشيخ الدكتور عبدالله بن أحمد بن عبدالله آل خليفة | 6 نوفمبر 2024  | حتى الآن      |

### قائمة وزراء المواصلات من 25 أغسطس 1975 حتى 11 ديسمبر 2006
|   | شاغل المنصب                         | بداية الفترة  | نهاية الفترة   |
| - | ----------------------------------- | ------------- | -------------- |
| 1 | إبراهيم محمد حميدان                 | 25 أغسطس 1975 | 27 ديسمبر 1992 |
| 2 | الشيخ علي بن خليفة بن سلمان ل خليفة | 21 مارس 1993  | 11 ديسمبر 2006 |